# العلاقات السويسرية الكمبودية
العلاقات السويسرية الكمبودية هي العلاقات الثنائية التي تجمع بين سويسرا وكمبوديا.

## مقارنة بين البلدين
هذه مقارنة عامة ومرجعية للدولتين:
| وجه المقارنة                                              | سويسرا                                                                                      | كمبوديا                   |
| --------------------------------------------------------- | ------------------------------------------------------------------------------------------- | ------------------------- |
| المساحة (كم2)                                             | 41.28 ألف                                                                                   | 181.03 ألف                |
| عدد السكان (نسمة)                                         | 8.21 مليون                                                                                  | 16.01 مليون               |
| الكثافة السكانية (ن./كم²)                                 | 198.89                                                                                      | 88.44                     |
| العاصمة                                                   | برن                                                                                         | بنوم بنه                  |
| اللغة الرسمية                                             | اللغة الألمانية، اللغة الإيطالية، لغة فرنسية، اللغة الرومانشية، الألمانية السويسرية الموحدة | اللغة الخميرية            |
| العملة                                                    | فرنك سويسري                                                                                 | ريال كمبودي، دولار أمريكي |
| الناتج المحلي الإجمالي (بليون دولار)                      | 678.89 مليار                                                                                | 22.16 مليار               |
| الناتج المحلي الإجمالي (تعادل القوة الشرائية) بليون دولار | 518.07 مليار                                                                                | 54.37 مليار               |
| الناتج المحلي الإجمالي الاسمي للفرد دولار أمريكي          | 80.94 ألف                                                                                   | 1.16 ألف                  |
| الناتج المحلي الإجمالي للفرد دولار أمريكي                 | 59.54 ألف                                                                                   | 3.26 ألف                  |
| مؤشر التنمية البشرية                                      | 0.930                                                                                       | 0.555                     |
| رمز المكالمات الدولي                                      | +41                                                                                         | +855                      |
| رمز الإنترنت                                              | .ch، .swiss ‏                                                                                | .kh                       |
| المنطقة الزمنية                                           | توقيت وسط أوروبا، ت ع م+01:00، ت ع م+02:00، أوروبا/زيورخ ‏                                   | ت ع م+07:00               |

## منظمات دولية مشتركة
يشترك البلدان في عضوية مجموعة من المنظمات الدولية، منها:
| علم المنظمة | اسم المنظمة                               | تاريخ انضمام سويسرا | تاريخ انضمام كمبوديا |
| ----------- | ----------------------------------------- | ------------------- | -------------------- |
|             | مؤسسة التمويل الدولية                     | 29 مايو 1992        | 26 مارس 1997         |
|             | منظمة حظر الأسلحة الكيميائية              | ?                   | ?                    |
|             | يونسكو                                    | 28 يناير 1949       | 3 يوليو 1951         |
|             | الاتحاد الدولي للاتصالات                  | 1866                | 10 أبريل 1952        |
|             | الأمم المتحدة                             | 10 سبتمبر 2002      | 14 ديسمبر 1955       |
|             | منظمة الشرطة الجنائية الدولية             | ?                   | ?                    |
|             | البنك الدولي للإنشاء والتعمير             | 29 مايو 1992        | 22 يوليو 1970        |
|             | الاتحاد البريدي العالمي                   | ?                   | ?                    |
|             | مؤسسة التنمية الدولية                     | 29 مايو 1992        | 22 يوليو 1970        |
|             | منظمة التجارة العالمية                    | ?                   | ?                    |
|             | الفريق المعني برصد الأرض                  | ?                   | ?                    |
|             | بنك التنمية الآسيوي                       | 1967                | 1966                 |
|             | المركز الدولي لتسوية المنازعات الاستشارية | 14 يونيو 1968       | 19 يناير 2005        |
|             | وكالة ضمان الاستثمار متعدد الأطراف        | 12 أبريل 1988       | 1 ديسمبر 1999        |

## وصلات خارجية
- موقع وزارة الخارجية السويسرية
- موقع وزارة الخارجية الكمبودية